# Molophilus floridensis
Molophilus floridensis là một loài ruồi trong họ Limoniidae. Chúng phân bố ở miền Tân bắc.